# Lars Riedel
Lars Peter Riedel (* 28. Juni 1967 in Zwickau) ist ein ehemaliger deutscher Leichtathlet. Als Diskuswerfer wurde er Olympiasieger und fünfmal Weltmeister.

## Leben
Aufgewachsen in Thurm bei Zwickau, begann Riedel in der Zeit der DDR mit dem Leistungssport. 1983 kam er zum SC Karl-Marx-Stadt. Er startete bei den Juniorenweltmeisterschaften 1986 und bei den Europameisterschaften 1990 in Split, jedoch ohne auf Medaillenränge zu gelangen. Mit dem Ende der DDR verlor sein Trainer seine Stelle, und der gelernte Betonfacharbeiter Riedel arbeitete auf einer Baustelle und trainierte kaum noch.
Erst als er Karlheinz Steinmetz, einen Trainer beim USC Mainz, kennenlernte, setzte er seine Sportlerkarriere fort und wurde in den 1990er Jahren zu einer der dominierenden Größen der deutschen Leichtathletik. Neben einem Sieg bei den Olympischen Spielen 1996 in Atlanta mit 69,40 m gewann Lars Riedel fünf Weltmeistertitel im Diskuswurf. Seine Bestleistung erzielte er am 3. Mai 1997 in Wiesbaden mit 71,50 m.
Riedel ist 1,99 m groß und hatte ein Wettkampfgewicht von 110 kg. Er startete zuletzt für den LAC Erdgas Chemnitz, wechselte jedoch zum 1. Dezember 2006 zum rheinhessischen TuS 1897 Saulheim, um im Jahr 2007 noch einmal neu anzugreifen. Rückenprobleme verhinderten jedoch ein Comeback und eine Qualifikation für die Olympischen Spiele 2008. Am 1. Juli 2008 beendete er daher seine Karriere als aktiver Sportler. Am selben Tag erschien seine Autobiografie.
Während der Weltmeisterschaften 2009 in Berlin war Riedel als Experte für die ARD tätig. Im März 2012 war er in der 5. Staffel der RTL-Tanzshow Let’s Dance zu sehen. Dort belegte er mit seiner Tanzpartnerin Marta Arndt den 5. Platz. Am 31. März 2012 nahm Riedel beim Promiboxen von ProSieben teil, bei dem er von Evil Jared durch technischen K. o. in die Knie gezwungen wurde. Im Februar 2016 konkurrierte Riedel mit anderen ehemaligen Weltklassesportlern an der Show Ewige Helden. 2018 wirkte er beim RTL Ninja Warrior Germany Promi-Special, als einer von 26 Kandidaten, für den RTL-Spendenmarathon mit. 2019 nahm er am Promi-Special Gefragt – Gejagt XXL teil.

## Ehrungen
Für seine Erfolge erhielt er das Silberne Lorbeerblatt.

## Erfolge
- Olympiasieger von Atlanta 1996 (ungültig – ungültig – 65,40 – 63,10 – 69,40 m – 69,24)
- Silbermedaille bei Olympia Sydney 2000
- fünffacher Weltmeister (1991, 1993, 1995, 1997, 2001)
- 3. Platz bei den Weltmeisterschaften 1999 in Sevilla
- Europameister 1998 in Budapest
- elffacher Deutscher Meister
- Sieger Golden Four 1996
- fünffacher Grand-Prix-Gewinner (1991, 1993, 1995, 1997, 1999)
- Europacup-Gewinner (1993, 1995, 1997, 2000 und 2001)